# Zhaoandong Xi
Der Zhaoandong Xi (chinesisch 诏安东溪, Pinyin Zhàoāndōng Xī – „Zhaoandong-Fluss“) ist ein Fluss in der südostchinesischen Provinz Fujian. Er entspringt im Daixi-Gebirge auf dem Gebiet des Kreises Pinghe. Er fließt südöstlich durch mehrere Gemeinden des Kreises Zhao’an, um dann bei Gongkou und Chishiwan in das Ostchinesische Meer (Formosastraße) zu münden.
Der Zhaoandong Xi hat eine Länge von 89 Kilometern und ein Einflussgebiet von 1127 Quadratkilometern.